# (7160) Tokunaga
(7160) Tokunaga est un astéroïde de la ceinture principale.

## Description
(7160) Tokunaga est un astéroïde de la ceinture principale. Il fut découvert le 24 octobre 1981 à l'observatoire Palomar par Schelte J. Bus. Il présente une orbite caractérisée par un demi-grand axe de 2,47 UA, une excentricité de 0,20 et une inclinaison de 1,3° par rapport à l'écliptique.

## Compléments